# Relações entre Bangladesh e Grécia
As relações entre Bangladesh e a Grécia são as relações bilaterais da República Popular de Bangladesh e da República Helênica. As relações diplomáticas entre os dois países foram estabelecidas em março de 1972, quando a Grécia se tornou um dos primeiros países a reconhecer Bangladesh.
Grécia reconheceu Bangladesh em 11 de março de 1972. Este reconhecimento veio após o retorno ao país do Sheikh Mujibur Rahman em janeiro de 1972. Os dois países têm pontos de vista comuns sobre muitas questões regionais e globais. As relações entre Bangladesh e Grécia sempre permaneceram amigáveis.
A Embaixada de Bangladesh em Atenas foi estabelecida em julho de 2009. A Grécia tem um Consulado Geral em Daca.

## Visitas de estado
Em 2013, o ex-ministro grego da Ordem Pública e Proteção do Cidadão, Nikolaos Dendias, fez uma visita oficial a Daca e lá se encontrou com o Ministro dos Negócios Estrangeiros de Bangladesh, Dipu Moni. Em 29 de outubro de 2019, Ministro das Relações Exteriores de Bangladesh, Abul Kalam Abdul Momen, fez uma visita oficial a Atenas para se encontrar com seu homólogo grego, Nicolas Dendias.

## Relações econômicas
Bangladesh e Grécia demonstraram interesse mútuo no desenvolvimento do comércio e investimento bilateral. Bangladesh confeccionou roupas, produtos farmacêuticos, cerâmicas, produtos de juta, alimentos congelados e artigos de couro foram identificados como produtos com enorme potencial no mercado grego. A Grécia também manifestou interesse em importar navios de Bangladesh. O Bangladesh solicitou a cooperação da Grécia para desenvolver os seus setores da agricultura, transporte marítimo, turismo, tecnologias da informação e comunicação e energias renováveis.

## Expatriados gregos em Bangladesh
Em 2009, cerca de 20.000 expatriados de Bangladesh viviam na Grécia. A comunidade é baseada principalmente na capital, Atenas.